# Musculus quadratus lumborum
Der Musculus quadratus lumborum (lat. für „quadratischer Lendenmuskel“) ist einer der tiefen Bauchmuskeln. Er füllt das Gebiet zwischen dem hinteren Teil des Darmbeinkammes und der 12. Rippe aus. Er ist vierseitig und er ist unten breiter als oben. Der Muskel ist eine Fortsetzung des Musculus transversus abdominis.
Der Muskel wird hinten vom tiefen Blatt der Fascia thoracolumbalis, vorn von der Fascia transversalis und dem Bauchfell bedeckt. Zusammen mit dem Musculus psoas major bildet er den Boden der Lendengrube (Fossa lumbalis). Zwischen dem Nierenlager und dem Musculus quadratus lumborum zieht der Nervus iliohypogastricus, bevor er zwischen Musculus transversus abdominis und Musculus obliquus internus abdominis weiter in die Bauchwand zieht.

## Funktion
Der Musculus quadratus lumborum neigt den Rumpf zur Seite und senkt die 12. Rippe. So bildet er einen Gegenzug zum Zwerchfell, was für die Stabilisierung der unteren Rippen bei der Einatmung wichtig ist. Er ist Hilfsmuskel für die Ausatmung (Exspiration).